# Julie Mitchum
Pour les articles homonymes, voir Mitchum.
Annette Mitchum, connue sous le nom de scène Julie Mitchum (née le 23 juillet 1914 à Charleston en Caroline du Sud et morte le 21 février 2003 à Sun City, en Arizona), est une actrice américaine.

## Biographie
Tout comme ses frères cadets  Robert et John, Julie Mitchum est actrice. Son rôle le plus connu est sans doute celui de Ruth Bridgers dans le film de William Castle : La Nuit de tous les mystères (House on Haunted Hill) (1959), dans lequel elle apparaît aux côtés de Vincent Price.
Julie Mitchum meurt le 21 février 2003 à Sun City, dans l'Arizona de la maladie d'Alzheimer.

## Filmographie

### Cinéma
- 1947 : Sarge Goes to College de Will Jason (en) : Une infirmière
- 1947 : Killer Dill de Lewis D. Collins : Miss Croft
- 1954 : Écrit dans le ciel (The High and the Mighty), de William A. Wellman : Suzie Wilby
- 1956 : Edge of Hell d' Hugo Bass : Miss Halsey
- 1956 : Les Dix Commandements (The Ten Commandments) de Cecil B. DeMille : Une esclave
- 1957 : Hit and Run d' Hugo Bass : Une fille du cirque
- 1959 : La Nuit de tous les mystères (House on Haunted Hill), de William Castle : Ruth Bridges

### Télévision
- 1954 : The Lone Wolf (en) (Série TV) : Lily Bentley